# Lijst van burgemeesters van Noordwijk
Dit is een lijst van burgemeesters van de Nederlandse gemeente Noordwijk in de provincie Zuid-Holland.
| Ambtsperiode                | Naam burgemeester                                           | Partij of stroming | Bijzonderheden                                                           |
| --------------------------- | ----------------------------------------------------------- | ------------------ | ------------------------------------------------------------------------ |
| 1811                        | Wigbold Albert Willem van der Does graaf van Limburg Stirum |                    | maire                                                                    |
| 19 nov 1813 - 20 mrt 1817   | Maarten van Struyck                                         |                    | schout                                                                   |
| 1 april 1817 - 23 juli 1818 | Jan Maarten van Struyck                                     |                    | schout                                                                   |
| 1 sept 1818 - 1 april 1841  | Johan Jacob Schaeffer                                       |                    | schout, vanaf 1825 burgemeester                                          |
| 12 aug 1841 - 19 juli 1853  | mr. Karel Johan Cornelis Stakman Bosse                      |                    |                                                                          |
| 25 aug 1853 - 1 nov 1856    | dr. Willem Cornelis van den Brandeler                       |                    |                                                                          |
| 22 nov 1856 - 30 juli 1866  | jhr. mr. Hendrik Abraham Cornelis de la Bassecour Caan      |                    |                                                                          |
| 17 aug 1866 - 16 juli 1885  | C.L.C.W. Pické                                              |                    |                                                                          |
| 2 sept 1885 - 29 mei 1890   | mr. Hendrik graaf van Limburg Stirum                        |                    |                                                                          |
| 15 juli 1890 - 30 okt 1901  | jhr. mr. Jan Hendrik Jacob Quarles van Ufford               |                    |                                                                          |
| 17 dec 1901 - 17 mrt 1908   | E.L. baron van Hardenbroek van Lockhorst                    |                    |                                                                          |
| 20 mei 1908 - 15 mei 1929   | jhr. Willem Constantijn van Panhuys                         |                    |                                                                          |
| 1 aug 1929 - 20 jan 1944    | Dr. J.B.V.M.J. van de Mortel                                |                    |                                                                          |
| 20 jan 1944 - 5 mei 1945    | G. Musegaas                                                 | NSB                | tevens burgemeester van Noordwijkerhout                                  |
| 5 mei 1945 - 15 april 1946  | Dr. J.B.V.M.J. van de Mortel                                |                    |                                                                          |
| 1946                        | mr. Cornelis Punt                                           |                    | waarnemend burgemeester                                                  |
| 1 nov 1946 - 15 mei 1966    | mr. G.F.W. van Berckel                                      |                    | voorheen burgemeester van Voorhout                                       |
| 16 okt 1966 - 12 dec 1987   | mr. Jop (J.M.) Bonnike                                      |                    | [ 1 ]                                                                    |
| 16 aug 1988 - 28 nov 1991   | Jan (J.M.) Hoffmann                                         | VVD                |                                                                          |
| 17 dec 1991 - 2 jun 2003    | Hans (J.W.) van der Sluijs                                  | VVD                | i.v.m. langdurige ziekte van Hoffmann vanaf september 1990 al waarnemend |
| 2 feb 2004 - aug 2011       | Harry Groen                                                 | VVD                | vanaf 3 juni 2003 tot aanstelling in 2004 waarnemend burgemeester        |
| aug 2011 - 15 dec 2014      | Jan Pieter Lokker                                           | CDA                | waarnemend                                                               |
| 16 dec 2014 - 31 dec 2018   | Jan Rijpstra                                                | VVD                | ontslag van rechtswege i.v.m. gemeentelijke herindeling                  |
| 1 jan 2019 - 26 jan 2020    | Jon Hermans-Vloedbeld                                       | VVD                | waarnemend burgemeester na gemeentelijke herindeling                     |
| 27 jan 2020 - heden         | Wendy Verkleij-Eimers                                       | VVD                | [ 3 ]                                                                    |